# Tōseigusoku

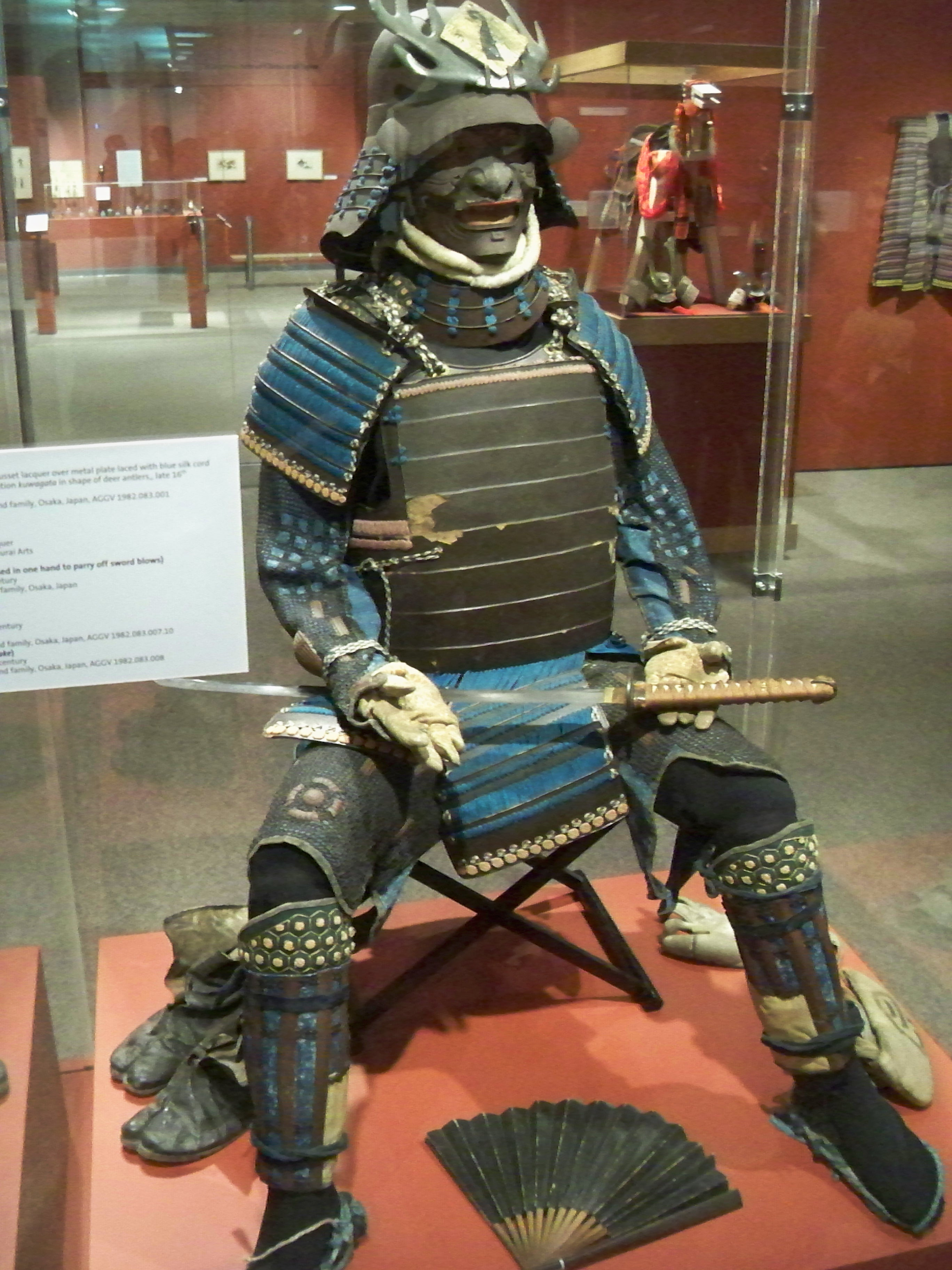
Yokohagi okegawa dou (dō) gusoku

Tōseigusoku (jap. 当世具足, dt. „moderne Rüstung“) ist ein Sammelbegriff für japanische Rüstungen, wie sie ab dem Ende der Muromachi-Zeit und während der Azuchi-Momoyama-Zeit üblich waren, also während der Sengoku-Zeit bzw. im 16. Jahrhundert.

## Beschreibung
Die Bezeichnung tōsei, „modern“, wurde den Rüstungstypen in dieser Zeit gegeben, um sie vom Namen her von den bis dahin üblichen Rüstungen wie Dōmaru und Haramaki zu unterscheiden. 
Hauptgrund für die Entwicklung waren Änderungen in der Kriegstaktik, der Fortschritt der Waffentechnik, unter anderem die Einführung des Gewehrs, und der Einfluss westlicher Rüstungen, die mit dem Nanban-Handel nach Japan kamen. Die Sengoku-Zeit brachte neue Anforderungen an den Rüstungsbau: um große Armeen ausrüsten zu können, sollten Rüstungen leicht herstellbar und ohne längeres Training gut zu tragen sein. Die Einführung von Schusswaffen dagegen verlangte nach Rüstungen, die in der Lage waren, vor Gewehrkugeln zu schützen. Es wurde daher auf verschiedene neue Konstruktionsweisen auf der Basis von verbundenen Segmenten gesetzt. 
Der große Bedarf an Kriegsausrüstung dieser Zeit brachte eine Vielzahl unterschiedlicher Rüstungstypen hervor, die wichtigsten sind die Okegawadō (桶側胴), die Nanbandō, die Hotokedō (仏胴) und die Mogamidō (最上胴), weitere aber auch die Tatamidō.
Für die Konstruktion der seit der Heian-Zeit gebräuchlichen Dōmaru wurden mit Eisen beschlagene Lederplättchen verwendet, sogenannte Kogane (小札), die mit Schnüren sowohl horizontal als auch vertikal verbunden wurden. Diese Herstellungsart verlangte aufwändige Handarbeit. Um diese Arbeit zu vereinfachen, wurden größere Segmente verwendet, entweder breitere eisenbeschlagene Lederstreifen, sogenannte Itazane (s. u.), Metallstreifen oder sogar (nach europäischem Vorbild) Kettengeflecht wie bei der Tatamidō oder einem Kürass wie bei der Nanbandō.
Um die Schutzwirkung zu erhöhen, war der Brustpanzer dreiteilig aufgebaut: ein Bauchschutz (長側, nagakawa), ein Brustschutz (前立挙, mae-tateage) und ein Rückenschutz (後立挙, ushiro-tateage). Ergänzt wurde die Rüstung durch den Gesichtsschutz Mempō (面頬), den Oberschenkelschutz Haidate (佩楯), und weitere. Der Vorgänger, die Dōmaru, war nur zweiteilig.
Zu einer Tōseigusoku gehörte auch ein Helm (Kabuto). Bei diesen gab es ebenfalls eine Vielfalt von Formen mit teilweise sehr prachtvollen Verzierungen. Dabei spielte nicht nur der rein praktische Nutzen eine Rolle, es spiegelte sich auch der gesellschaftliche und militärische Status und der individuelle Charakter des einzelnen Kriegers (Bushi) wider.